# Niklas Szerencsi
Niklas Szerencsi (* 8. Juni 2000 in Wien) ist ein österreichischer Fußballspieler.

## Karriere
Szerencsi begann seine Karriere beim SK Rapid Wien. Im Februar 2013 wechselte er zum FC Admira Wacker Mödling. Im September 2013 schloss er sich der Jugend des Wiener Sportklubs an. Im Juni 2016 spielte er erstmals für die zweite Mannschaft des WSK in der 2. Landesliga, aus der er mit dem Team zu Saisonende aber abstieg. Zur Saison 2017/18 rückte er dann in den Kader der ersten Mannschaft des mittlerweile in den Wiener Sport-Club integrierten Vereins. Im Oktober 2017 debütierte er in der Regionalliga Ost. In zwei Spielzeiten kam er zu 30 Einsätzen, in denen er ein Tor erzielte.
Zur Saison 2019/20 wechselte Szerencsi innerhalb der Liga zum FCM Traiskirchen. Für die Niederösterreicher spielte er in drei Saisonen 41 Mal in der dritthöchsten Spielklasse. Zur Saison 2022/23 wechselte der Innenverteidiger zum Zweitligisten Kapfenberger SV, bei dem er einen bis Juni 2023 laufenden Vertrag erhielt. Sein Debüt in der 2. Liga gab er im August 2022, als er am fünften Spieltag jener Saison gegen den SKN St. Pölten in der Startelf stand. Insgesamt kam er für Kapfenberg zu 51 Zweitligaeinsätzen, in denen er sieben Tore erzielte.
Zur Saison 2024/25 wechselte Szerencsi zum Bundesligisten SK Austria Klagenfurt, bei dem er einen bis 2026 laufenden Vertrag erhielt. Für Klagenfurt kam er zu 19 Einsätzen in der Bundesliga, aus der er mit der Austria zu Saisonende aber abstieg. Daraufhin wechselte er zur Saison 2025/26 zum Zweitligisten First Vienna FC, bei dem er einen bis 2027 gültigen Kontrakt erhielt.